# Real Love/Baby's in Black
Real Love/Baby's in Black è un singolo discografico del gruppo britannico The Beatles, pubblicato nel 1996.

## Tracce
1. Real Love – 3:55 (John Lennon)
2. Baby's in Black – 3:03 (John Lennon, Paul McCartney)